# František Kočvara
František Kočvara, także Koczwara, Kotzwara (ur. około 1750 prawdopodobnie w Pradze, zm. 2 września 1791 w Londynie) – czeski kompozytor.

## Życiorys
O jego życiu wiadomo niewiele. Kształcił się w Pradze. Był wszechstronnie utalentowanym muzykiem, grał na fortepianie, skrzypcach, altówce, wiolonczeli, kontrabasie, flecie, oboju, fagocie i cytrze. Dużo podróżował po Europie, ostatecznie osiadł w Wielkiej Brytanii. W 1790 roku występował jako altowiolista w King’s Theatre w Dublinie. W następnym roku uczestniczył w koncertach Ancient Music w Londynie oraz w uroczystościach ku czci G.F. Händla.
Poniósł śmierć w trakcie korzystania z usług prostytutki nazwiskiem Susannah Hill. Domagał się, aby ta podczas stosunku podduszała go i w konsekwencji udusił się. Kobieta została postawiona przed sądem pod zarzutem morderstwa, w szeroko relacjonowanym w ówczesnej prasie procesie została jednak uniewinniona.
Najbardziej znaną kompozycją Kočvary jest sonata The Battle of Prague na fortepian lub klawesyn, skrzypce, wiolonczelę i bęben ad libitum (wyd. Dublin 1788), upamiętniająca zwycięstwo pruskie nad Austriakami w bitwie pod Pragą podczas wojny siedmioletniej (1757). Utwór ten doczekał się licznych wydań i aranżacji. Pisał także pastisze dzieł innych kompozytorów, m.in. Haydna, Mozarta i Pleyela.